# 藤原季方
藤原 季方（ふじわら の すえかた）は、平安時代後期の武将。藤原北家秀郷流。

## 略歴

### 剛の座
河内源氏の源頼義の郎党・藤原季俊の子として誕生。父・季俊は前九年の役の際に安倍貞任・重任・藤原経清の首を京に送った。
季方は頼義の三男・義光に仕えるが、後には滝口武者にもなった。後三年の役の際には主人・義光と共に清原武衡・家衡と闘う義光の兄・義家の援軍として陸奥国に赴く。
寛治元年（1087年）、義家と共に金沢柵で武衡・家衡と戦った際、義家の発案で剛の座・臆の座（剛臆の座）が設けられるが、季方は常に活躍し、剛の座にすわりつづけた（奥州後三年記）。その戦いの際、武衡が降伏しようとして義光に連絡を入れてきた。そして義光自ら金沢柵内に交渉しに入ろうとしたが義家に止められ、代わりに郎党である季方が使者として柵に入ることとなった。しかし、義家が和睦を拒否して戦いは継続し、金沢柵は陥落。武衡・家衡は脱出に失敗して捕縛され、斬首された。
その後、季方は主人である義光の兄・義綱の三男・源義明の乳母夫となる。

### 源義忠暗殺事件
天仁2年（1109年）2月3日、河内源氏の棟梁である義家の四男・義忠が何者かに襲われ、2日後に亡くなるという事件が発生した（源義忠暗殺事件）。7日には美濃源氏の源重実が容疑者として左大臣源俊房の邸内で検非違使に逮捕され、16日になると共犯として義明と季方に嫌疑がかかる。検非違使の源重時（重実の弟）が追捕に向かい、義明と季方は殺害された。17日夜に重時は義明追捕の際の不手際から処分されている。